# Jacques Verger
Pour les articles homonymes, voir Verger (homonymie).
Jacques Verger, né le 13 octobre 1943, est un médiéviste français, spécialiste de l'histoire des universités au Moyen Âge, membre de l'Académie des inscriptions et belles-lettres.

## Biographie
Ancien élève de l'École normale supérieure (1962-1967), agrégé d'histoire (1966), ancien membre de l'École française de Rome (1969-1972), ancien assistant à l'université de Nancy II. Il est docteur d'État depuis 1995 pour sa thèse intitulée : Les Universités du Midi de la France à la fin du Moyen Âge (v. 1300-v. 1450) (Paris IV, 1995).
Jacques Verger est aujourd'hui professeur émérite d'histoire médiévale à l'université de Paris IV et directeur d'études à l'École pratique des hautes études (IVe section).
Il est membre de l'Académie des inscriptions et belles-lettres depuis son élection au fauteuil d'André Laronde le 1er juin 2012.

## Fonctions
- Commission internationale pour l'histoire des universités (vice-président)
- Président du jury d'agrégation externe d'histoire (2006-2009)
- Correspondant puis membre (élu en 2012 au fauteuil de A. Laronde) de l'Académie des inscriptions et belles-lettres
- Membre de la  Société des antiquaires de France
- Membre de la Société de l'histoire de France
- Membre d'Histoire religieuse de la France
- Membre du Comité des travaux historiques et scientifiques, section d'histoire et de philologie des civilisations médiévales, depuis 2003[3]
- Membre nommé du conseil scientifique de l'École nationale des chartes en 2004[4] et 2007[5]

## Œuvres
- 1973 : Les universités au Moyen Âge, PUF, coll. « Sup / L'Historien » (no 14), Paris, 214 p. ; rééd. coll. « Quadrige », 226 p., 1999  (ISBN 2-13-050014-5) et 2007  (ISBN 978-2-13-056091-3)
- 1975 : Naissance et premier essor de l'Occident chrétien, PUF, coll. « Le Fil des temps » (no 3), 281 p.
- 1982 : Bernard-Abélard ou Le cloître et l'école, avec Jean Jolivet, Fayard-Mame, coll. « Douze hommes dans l'histoire de l'Église », Paris, 237 p.  (ISBN 2-7289-0086-8)
- 1994 : Histoire des universités, avec Christophe Charle, PUF, coll. « Que sais-je ? » (no 391), Paris, 128 p.  (ISBN 2-13-046530-7)
- 1995 : Les universités françaises au Moyen Âge, Brill, coll. « Education and society in the Middle Ages and Renaissance » (no 7), 255 p.  (ISBN 90-04-10312-0) (première médaille du Concours des antiquités de la France en 1997, Académie des inscriptions et belles-lettres[6])
- 1996 : L'amour castré : L'histoire d'Héloïse et Abélard, Hermann, coll. « Savoir / Lettres », Paris, 1996, 201 p.  (ISBN 2-7056-6286-3)
- 1996 : La Renaissance du XIIe siècle, Cerf, coll. « Initiations au Moyen Âge », Paris, 144 p.  (ISBN 2-204-05454-2)
- 1997 : Les gens de savoir dans l'Europe de la fin du Moyen Âge, PUF, coll. « Moyen Âge », Paris, 239 p.  (ISBN 2-13-048764-5)
- 1997 : L'essor des universités au XIIIe siècle, Cerf, Paris, coll. « Initiations au Moyen Âge », Paris, 148 p.  (ISBN 2-204-05515-8)
- 1999 : Culture, enseignement et société en Occident aux XIIe et XIIIe siècles, PUR, coll. « Histoire », Rennes, 194 p.  (ISBN 2-86847-344-X)
- 2006 : Des nains sur des épaules de géants : Maîtres et élèves au Moyen Âge, avec Pierre Riché, Tallandier, Paris, 351 p.  (ISBN 2-84734-256-7)